# Juul
JUUL Labs, Inc. è una società statunitense leader nel settore delle sigarette elettroniche fondata nel 2015 e facente parte di Pax Labs dal 2017.

## Obiettivi
La missione dell'azienda è quella di aiutare i fumatori adulti a ridurre o interrompere il loro vizio, fornendo loro un'alternativa alle sigarette tradizionali.

## Prodotti
JUUL è un vaporizzatore a sistema chiuso che non produce monossido di carbonio e altre sostanze nocive. Esso funziona attraverso i JUULpods, capsule monouso con fissaggio a scatto.
I JUULpods sono contenuti in blister monouso e il loro aerosol viene inalato dal consumatore attraverso un vaporizzatore. La nicotina contenuta nei JUULpods è scelta dal consumatore tra 9 mg/ml e 18 mg/ml. Gli altri ingredienti sono glicole propilenico, glicerina vegetale e aromi.
Il dispositivo JUUL si ricarica tramite USB grazie ad un piccolo adattatore chiamato "dock" al quale si attacca magneticamente l'estremità inferiore della sigaretta elettronica.
Un LED presente poco sotto l'estremità superiore indica lo stato della batteria di JUUL con una luce verde, gialla o rossa. Esso lampeggia di bianco durante la ricarica della batteria, quando viene inserito un JUULpod e quando si inala il fumo.

## L'azienda
Con un fatturato nel 2018 di circa 2 miliardi di dollari annui, alla fine del 2017 era tra le sigarette elettroniche più popolari negli Stati Uniti, con una quota di mercato del 72% a settembre 2018.

## Indagini legali
L'uso diffuso soprattutto nei giovani (tra cui anche minorenni) ha suscitato preoccupazione riguardanti gli effetti sulla salute e ciò ha portato l'azienda sotto indagine da parte della Food and Drug Administration statunitense.
L'azienda, da sempre contraria al consumo dei propri prodotti da parte di minori, ha volontariamente aggiunto la voce "L'alternativa per fumatori adulti" a quelle delle altre etichette obbligatorie per legge.